# AN/TPS-43
AN/TPS-43 — мобильная трёхкоординатная радиолокационная станция, предназначена для обнаружения и сопровождения баллистических и аэродинамических целей различных классов.

## Описание
AN/TPS-43 разработана отделом электронного оборудования министерства обороны, впоследствии приобретённая Northrop Grumman.
Разработка РЛС была начата в 1963 году, а в 1968 РЛС поступила в войска.
Для транспортировки РЛС необходимо два грузовика M35.

## Тактико-технические характеристики

### Передатчик
- Диапазон частот 2,9 — 3,1 ГГц (S-диапазон)
- Пиковая мощность номинальная 4 МВатт
- Средняя мощность 6,7 кВт
- Частота повторения импульсов 250 Гц
- Длительность импульса 6.5 микросекунды
- Ширина диаграммы направленности (горизонтально): 1.1 градуса
- Ширина диаграммы направленности (вертикальная): 1.5 до 8.1 градусов, общее 20 градусов охвата; шестью парами пучков
- Максимальная дальность обнаружения: 450 км

### Антенная система
- Скорость вращения антенны: 6 об/мин
- Рефлектор апертурой 4,27 м в высоту 6,20 м в ширину

### Шасси

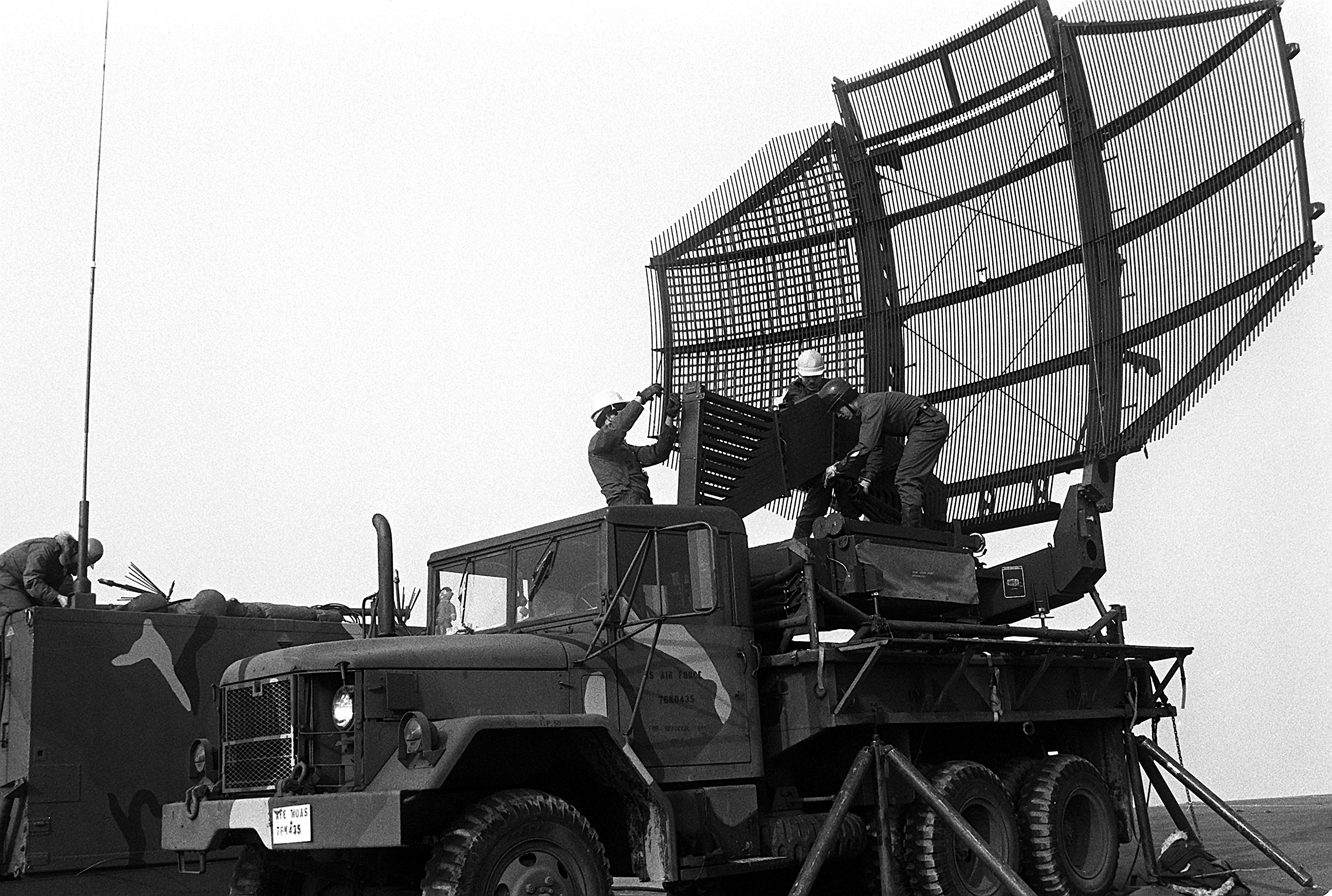
Американская AN/TPS-43 на грузовике семейства M35

РЛС может транспортироваться при помощи двух грузовиков M35.
Контейнер:
- Размеры: 45 × 23 × 22 дм
- Объём: 22,77 м3
- Вес: 3,650 кг

### Прочее
- Вес: <3400 кг
- Генератор: Caterpillar
- Ёмкость топливного бака: 1500 л

## Боевое применение
Две РЛС данного типа были развёрнуты во время Фолклендской войны 1982 года ВВС Аргентины на Фолклендских островах. Станции успешно выдержали 2 атаки 31 мая и 3 июня британскими ПРР AGM-45 Shrike. Впоследствии одна из станций была захвачена британской стороной.

## Стоял на вооружении в странах
- США
- Аргентина